# يوهان شيشرون (ناخب براندنبورغ)
يوهان الثاني (1455–1499)؛ هو رابع ناخب براندنبورغ من عائلة هوهنتسولرن منذ 1486 حتى وفاته، بعد وفاته لُقّب بـ شيشرون، نسبةً إلى الخطيب الروماني الذي يحمل الاسم نفسه، إلا أن بلاغته واهتمامه بالفنون أمرٌ مثيرٌ للجدل، الذي لم يُنسب إليه إلا في القرن السادس عشر، وربما كان مبنيًا على قصة خاطئة من قبل المصلح ملانكتون، بحيث أشار إليه اللقب إلى بلاغته الممتازة ومعرفته الجيدة باللغة اللاتينية، في الواقع كان يُعرف خلال عهده بـ شيشرون الألماني (باللاتينية: Cicero Germanicus)،.
خلال فترة حكمه اتخذ من برلين مقراً دائماً لأمراء الناخبون، مما أدى إلى بروزها كعاصمة دولة، وكما فرض ضريبة على الجعة، مما أثار اضطرابات في بعض المناطق، واستحوذ على أراضٍ جديدة حول زوسن.
في 25 أغسطس 1476، تزوج في برلين من مارغريت (1449 - 13 يوليو 1501)؛ ابنة فيلهلم الثالث لاندغراف تورينغيا وزوجته آن دوقة لوكسمبورغ، شمل أجدادها فريدرش الأول ناخب ساكسونيا وألبرشت الثاني ملك ألمانيا، وكان أبناؤهما:
1. فولفغانغ (1482).
2. يواكيم الأول نستور (21 فبراير 1484 – 11 يوليو 1535)؛ ناخب براندنبورغ.
3. إليزابيث (1486).
4. آنا (27 أغسطس 1487 - 3 مايو 1514)؛ تزوجت من فريدريك دوق شلسفيغ وهولشتاين، لهم ذرية.
5. أورسولا (17 أكتوبر 1488 - 18 سبتمبر 1510، غوسترو )؛ تزوجت من هاينريش الخامس دوق مكلنبورغ، لهم ذرية.
6. ألبرشت (1490 - 24 سبتمبر 1545)؛ كاردينال منذ عام 1518، ورئيس أساقفة ماغديبورغ وكذلك في ماينتس بدوره هذا أصبح الأمير الناخب.